# Psáry
Psáry település Csehországban, Nyugat-prágai járásban. Psáry Zlatníky-Hodkovice, Jesenice, Sulice és Libeř településekkel határos. Lakosainak száma 4226 fő (2024. január 1.).

## Népesség
A település lakosságának változását az alábbi diagram mutatja:
| Lakosok száma | 812  | 1036 | 1075 | 979  | 1341 | 1814 | 3847 | 3974 | 4115 | 4226 |
|               | 1869 | 1890 | 1921 | 1950 | 1980 | 2001 | 2017 | 2019 | 2022 | 2024 |